# Goldhähnchen (Bechstein)

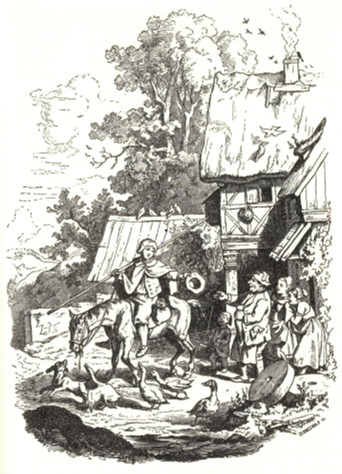
Holzschnitt, Ludwig Richter

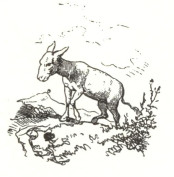
Holzschnitt, Ludwig Richter

Goldhähnchen ist ein Märchen (AaTh 567). Es steht in Ludwig Bechsteins Deutsches Märchenbuch an Stelle 69 (1845 Nr. 78) nach Heinrich Döring in Thuringia. Zeitschrift zur Kunde des Vaterlandes 1, Nr. 18 (1841).

## Inhalt
Der Vater hinterlässt den Kindern ein Goldhähnchen und mahnt, es nie zu verkaufen. Es legt Goldeier, doch das wissen sie nicht, so nimmt der frühere Eierkäufer dem Sohn den Vogel für ein paar Taler ab. Sie müssen betteln gehen. Die verwitwete Königin will den heiraten, der die Krone blind mit der Lanze herab sticht. Weil das Goldhähnchen singt, wer es esse, werde König, lässt es der Besitzer braten. Unwissentlich isst es besagter armer Sohn, der gerade in der Küche hilft. Als Eseltreiber kommt er zum Turnier und ersticht die Krone. Die Königin aber will keinen armen Mann und verwandelt ihn mit Zauberkraut in einen Esel. Als solcher leidet er jahrelang Arbeit, bis seine Schwester, die Nonne, ihn erkennt und zurückverwandelt. Er lebt als frommer Einsiedler, liebt die Vögel, aber hasst Goldhähnchen.

## Herkunft
Den Text durchzieht die Idee von Reichtum, der durch Geheimnis und Missgunst zum Fluch wird. Bechstein nennt die Quelle in der Thuringia. Goldhähnchen sind kleine Vögel mit etwas goldenem Gefieder. Vgl. Bechsteins Goldener, Schwan, kleb an, Das Dukaten-Angele, Grimms Der Krautesel, Das Goldei, zum lahmen Pferd auch Der Eisenhans, Basiles Der Stein des Gockels, Die Gans.
Walter Scherf zufolge sind es sonst zwei Brüder, die Kopf und Herz des Vogels essen. So sei das Märchen bei Döring und somit auch Bechstein etwas entstellt, die zweite Zaubergabe wird zum blinden Motiv. Am ältesten sei das Somadeva aus Kašmīr. Schon Heftreng, der verhängnisvolle Vogel im türkischen Papageienbuch zeige die Nähe zur späteren griechischen Überlieferung, Scherf nennt Das goldene Huhn in Johann Georg von Hahns Griechische und albanische Märchen, Nr. 36 und Die Ente in Marianne Klaars Märchen aus Rhodos, Nr. 23, in Afanas‘evs Russischen Volksmärchen Nr. 195 Märchen von der Ente mit den goldenen Eiern, im Siddhi-Kür die zweite Erzählung Wie es dem Chân und dem Sohne eines armen Mannes ergangen.